# Dineutus assimilis
Dineutus assimilis är en skalbaggsart som beskrevs av Kirby 1937. Dineutus assimilis ingår i släktet Dineutus och familjen virvelbaggar. Inga underarter finns listade i Catalogue of Life.